# Buellia geophila
Buellia geophila är en lavart som först beskrevs av Flörke ex Sommerf., och fick sitt nu gällande namn av Lynge 1937. Buellia geophila ingår i släktet Buellia och familjen Caliciaceae.   Inga underarter finns listade i Catalogue of Life.